# Winnipeg—Birds Hill
Pour les articles homonymes, voir Winnipeg (homonymie).
Winnipeg—Birds Hill (initialement connue sous le nom de Selkirk) fut une circonscription électorale fédérale du Manitoba, représentée de 1979 à 1988.
La circonscription de Winnipeg—Birds Hill a été créée en 1976 avec des parties de Selkirk et de Saint-Boniface. Abolie en 1987, elle fut redistribuée parmi les circonscriptions de Provencher, Selkirk et Winnipeg Transcona.

## Géographie
En 1976, la circonscription de Winnipeg—Birds Hill comprenait:
- Une partie de la ville de Winnipeg
- La municipalité de Saint-Boniface

## Députés
1. 1979-1988 — Bill Blaikie, NPD

- NPD = Nouveau Parti démocratique